# Kalos Limen
Kalos Limen (en grec ancien: Κᾰλὸς Λῐμήνen; en russe: Кало́с Лиме́н, ce qui signifie « joli port ») est une cité grecque antique au nord-ouest de l'actuelle Crimée (emplacement actuel de Tchornomorske) qui exista du IVe siècle av. J.-C. au Ier siècle ap. J.-C.

## Histoire

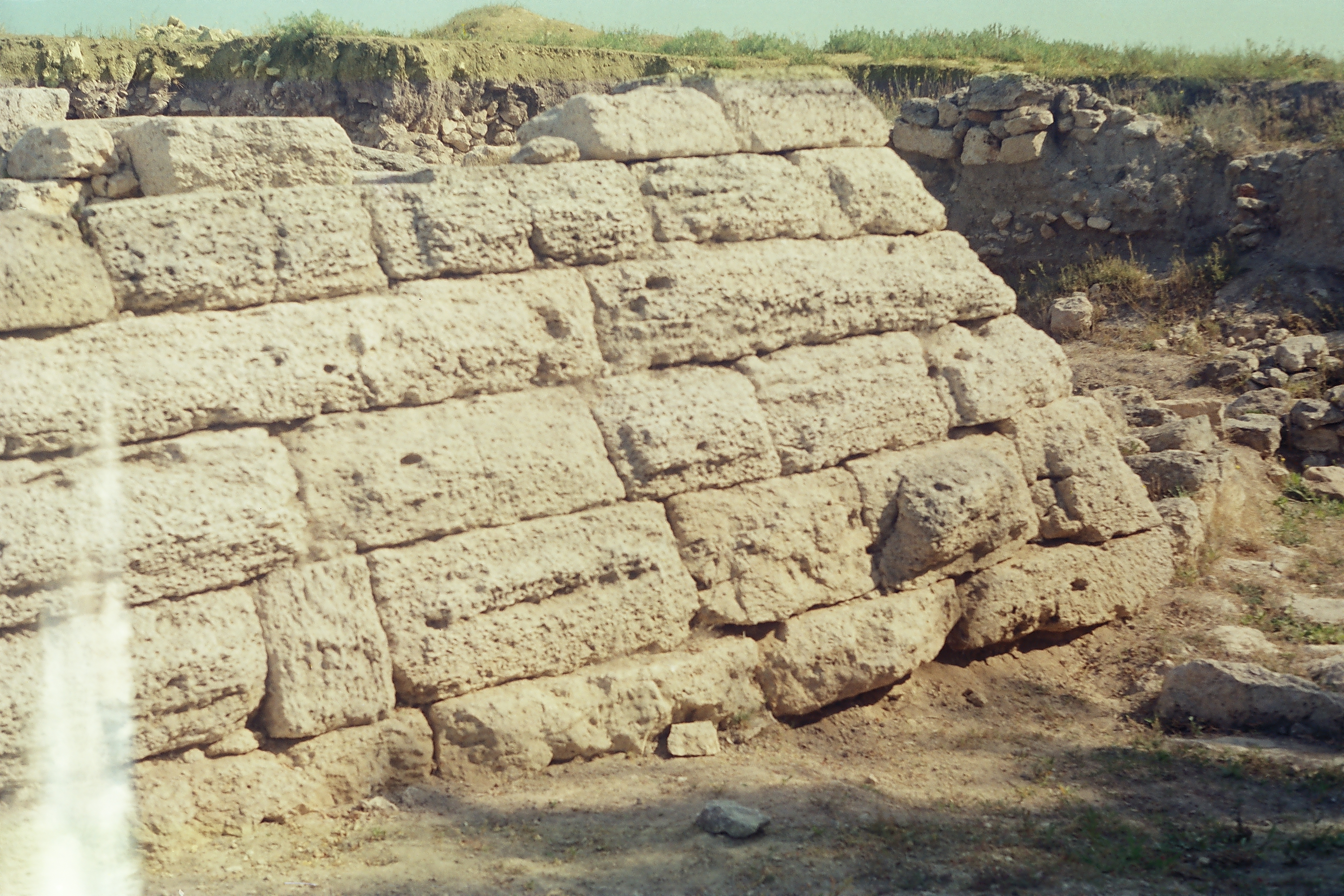
Les remparts aujourd'hui.

La cité portuaire de Kalos Limen a été fondée par des Grecs ioniens au IVe siècle av. J.-C. Elle s'étend sur 4 hectares et est entourée de remparts avec quatre tours d'angle. Les terres environnantes ont été divisées en lotissements agricoles.
L'agriculture était l'épine dorsale de l'économie de ce « Joli Port ». Le territoire agricole de la ville, sa propre chora (χώρα), était situé sur les rives de la baie d'Ak-Metchet dans un rayon d'environ deux kilomètres.
La position stratégique favorable de la ville, les terres fertiles à proximité et un port pratique ont attiré des voisins plus forts. Ainsi, à la fin du IVe siècle av. J.-C., la cité a été prise par Chersonèse de Tauride. Au IIIe siècle av. J.-C., de nouveaux prétendants apparaissent, les Scythes et les Sarmates. Leurs incursions ont forcé les Grecs à renforcer les fortifications déjà existantes et à construire une nouvelle ligne de défense: une citadelle à plusieurs tours près de la baie elle-même. Il existe des informations sur un phare de 16 mètres, dans les caves duquel des vivres étaient stockés en cas de siège. Et aux étages supérieurs, il y avait un poste de commandement et des lanceurs de pierres étaient installés pour contrôler l'entrée de la baie.
Ces mesures ont retardé la chute de Kalos Limen, mais déjà au IIe siècle av. J.-C. la cité passe aux mains des Scythes. Bientôt, avec Kerkinitide, elle devient le port maritime le plus important des Scythes.
À la fin du IIe siècle av. J.-C., le nord-ouest de la Crimée actuelle se trouve à nouveau au centre des hostilités. Un corps expéditionnaire apparaît sous la direction du général grec Diophante. Les Grecs sortent victorieux des Scythes et de leurs alliés sarmates et reprennent Kerkinitide et Kalos Limen, comme en témoignent des décrets honorifiques - l'un en l'honneur de Diophante et le second en l'honneur du détachement chersonésite qui s'est emparé de Kalos Limen. Néanmoins, au milieu du Ier siècle av. J.-C., Kalos Limen tombe encore aux mains des Scythes.
La cité disparaît au Ier siècle ap. J.-C., lorsque des Sarmates des steppes l'envahissent et réduisent en cendres ce port autrefois prospère.
La dernière fois que le nom déjà déformé de la cité disparue, Kalo-Limena, est mentionné, c'est sur les cartes italiennes des XIIIe – XVIe siècles.

## Aujourd'hui

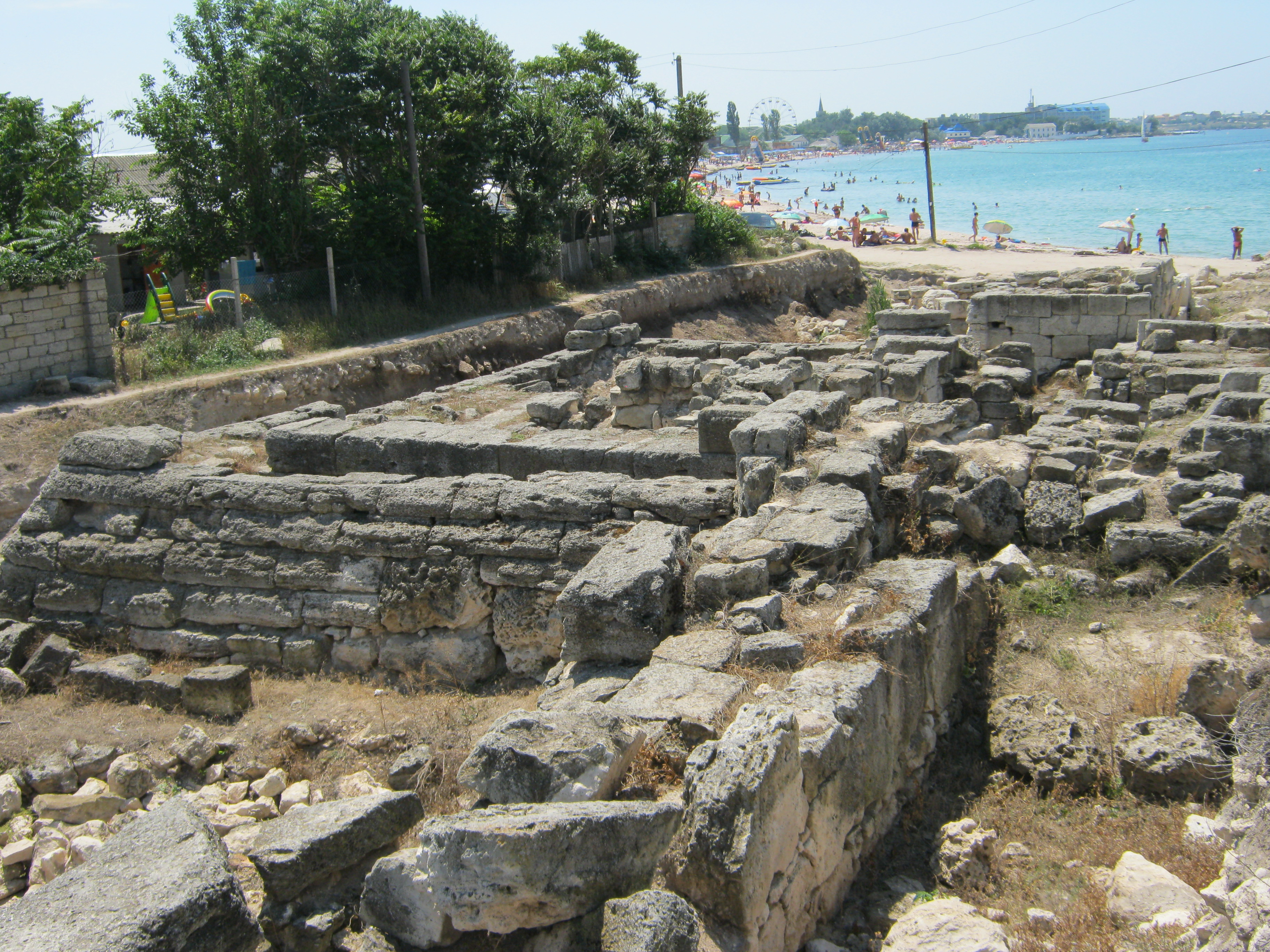
Vue du site avec la plage au fond.

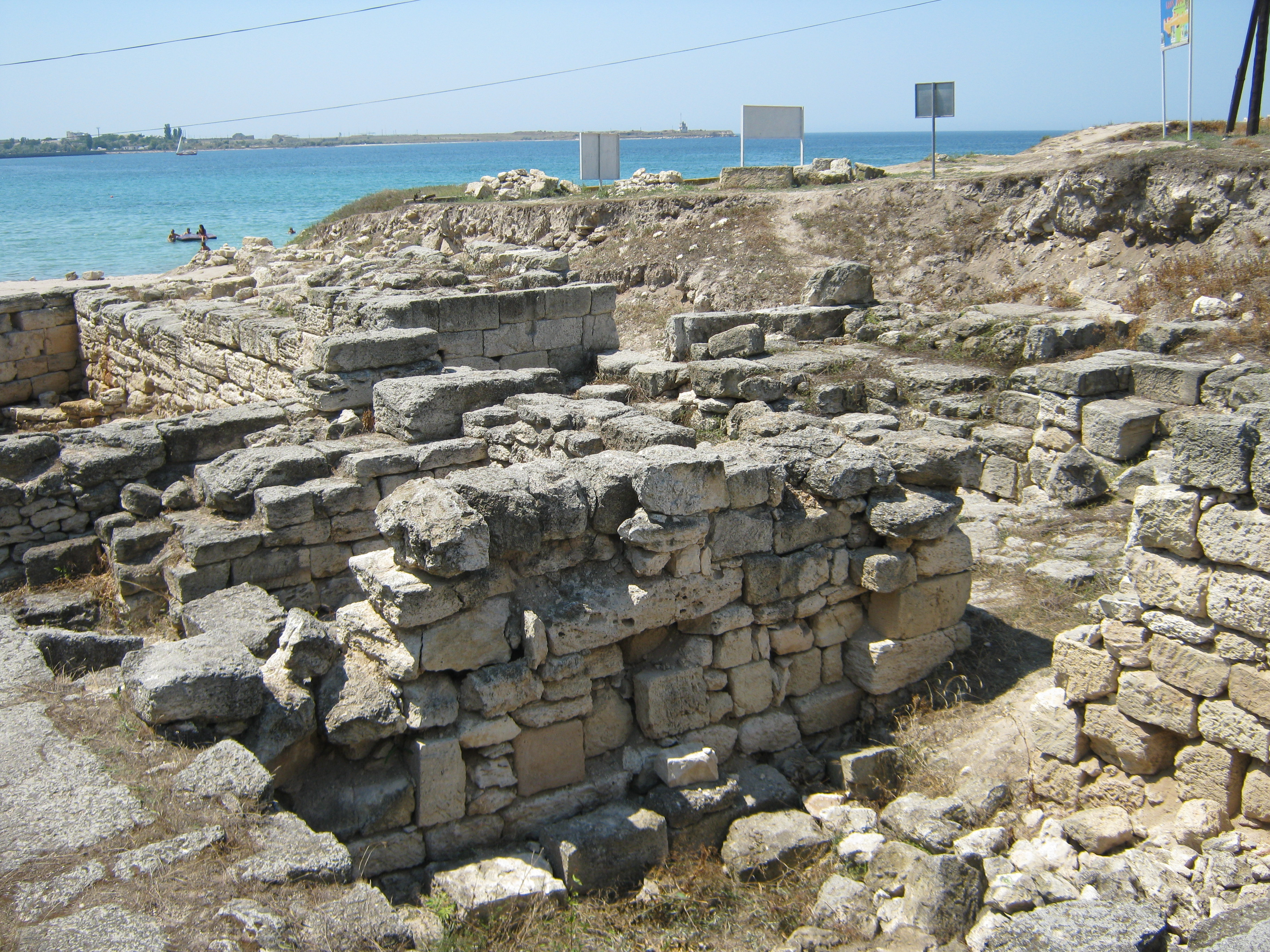
Restes de la cité antique.

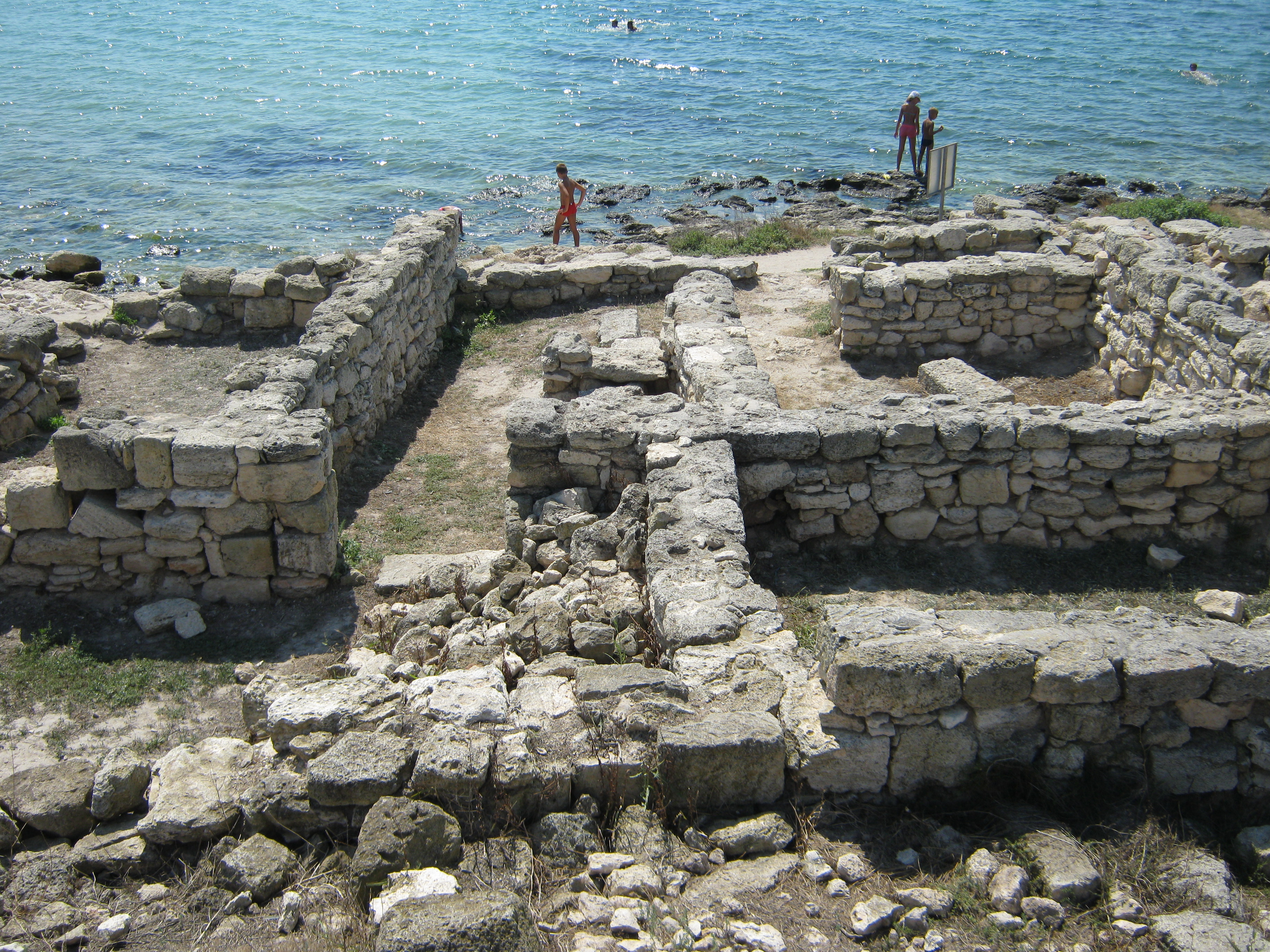
Restes de maisons au bord de la mer.

Aujourd'hui, sur le territoire de la ville antique, il y a le parc national de Kalos Limen et le musée-réserve historique et archéologique de Kalos Limen. Ce parc avec son musée a été fondé en 1997 pour l'étude et la popularisation de ce site archéologique unique. Le musée historique régional de Kalos Limen a été fondé en 1987. Les fouilles archéologiques se poursuivent sur le site. L'on peut y visiter les restes de l'antique forteresse et de maisons. Les portes centrales de la ville et la rue principale, pavées de dalles, sur lesquelles des traces de charettes ont été conservées, ont été entièrement fouillées.